# Henrik Røa
Henrik Røa (5 agosto 1995) è uno sciatore alpino norvegese.

## Biografia
Henrik Røa, attivo in gare FIS dal novembre del 2010, ha debuttato in Coppa Europa il 20 novembre 2014 in slalom gigante a Levi non riuscendo a qualificarsi. Nel 2014 ha debuttato anche in Nor-Am Cup, il 13 dicembre nel supergigante di Panorama, classificandosi 27º; sei giorni dopo si è aggiudicato il suo primo podio nel circuito vincendo lo slalom gigante disputato nella stessa località. L'11 gennaio 2018 ha colto a Saalbach-Hinterglemm in discesa libera la sua prima vittoria, nonché primo podio, in Coppa Europa; ha esordito in Coppa del Mondo il 18 dicembre 2020 in Val Gardena in supergigante (49º) e ai Campionati mondiali a Cortina d'Ampezzo 2021, dove si è classificato 10º nella discesa libera, 17º nel supergigante e 19º nella combinata. È inattivo dal gennaio del 2023.

## Palmarès

### Coppa del Mondo
- Miglior piazzamento in classifica generale: 115º nel 2021

### Coppa Europa
- Miglior piazzamento in classifica generale: 52º nel 2018
- 1 podio:
  - 1 vittoria

#### Coppa Europa - vittorie
| Data            | Località             | Paese   | Specialità |
| --------------- | -------------------- | ------- | ---------- |
| 11 gennaio 2018 | Saalbach-Hinterglemm | Austria | DH         |

Legenda:

DH = discesa libera

### Nor-Am Cup
- Miglior piazzamento in classifica generale: 16º nel 2015
- 1 podio:
  - 1 vittoria

#### Nor-Am Cup - vittorie
| Data             | Località | Paese  | Specialità |
| ---------------- | -------- | ------ | ---------- |
| 19 dicembre 2014 | Panorama | Canada | GS         |

Legenda:

GS = slalom gigante

### South American Cup
- Miglior piazzamento in classifica generale: 24º nel 2019
- 1 podio:
  - 1 secondo posto

### Campionati norvegesi
- 2 medaglie:
  - 1 oro (discesa libera nel 2022)
  - 1 argento (combinata nel 2022)